# NGC 5688
NGC 5688 (другие обозначения — ESO 272-22, MCG -7-30-4, AM 1436-444, IRAS14363-4448, PGC 52381) — спиральная галактика с перемычкой (SBc) в созвездии Волк.
Этот объект входит в число перечисленных в оригинальной редакции «Нового общего каталога».